# Hollis (Alaska)
Hollis ist ein Ort und ein census-designated place (CDP) in der Prince of Wales-Hyder Census Area in Alaska. Das U.S. Census Bureau hatte bei der Volkszählung 2020 eine Einwohnerzahl von 65 ermittelt.

## Geographie
Hollis befindet sich im Alaska Panhandle im Südosten Alaskas an der Ostküste von Prince of Wales Island 60 km westnordwestlich von Ketchikan. Der Ort liegt am Twelvemile Arm im hinteren Teil der Kasaan Bay. Kasaan befindet sich 15 km ostnordöstlich am Nordufer der Bucht. Von Hollis führt eine Straße nach Klawock und weiter nach Craig. Beide Orte liegen etwa 30 km westlich von Hollis. Hollis befindet sich im Tongass National Forest. 3 km nördlich von Hollis befindet sich das 1990 eingerichtete 161 km² große Schutzgebiet „Karta River Wilderness“.

## Geschichte
Der Ort begann Anfang des 20. Jahrhunderts als eine Bergbausiedlung. Später wandelte sich der Ort zu einer Holzfäller-Gemeinde. Von 1901 bis 1942 gab es in Hollis ein Postamt. 1990 wurde Hollis zu einem census-designated place. Von Hollis führt eine für die Insel wichtige Fährverbindung ans Festland. Hollis verfügt über einen Landeplatz für Wasserflugzeuge. Bei Klawock gibt es einen Flugplatz.

## Demografie
Zum Zeitpunkt der Volkszählung im Jahre 2020 (U.S. Census 2020) hatte Hollis 65 Einwohner auf einer Landfläche von 168,51 km². Von den Einwohnern waren 56 Weiße sowie 7 amerikanisch-indianischer Abstammung. Beim Zensus im Jahr 2000 wurden 139 Einwohner gezählt, 2010 waren es 112. Die Bevölkerungsentwicklung war in den letzten Jahren rückläufig.